# Pyramide de Pascal
Pour les articles homonymes, voir Pascal.

Les 5 premiers niveaux d'une pyramide de Pascal

En mathématiques, la pyramide de Pascal (ou tétraèdre de Pascal) est une généralisation tridimensionnelle du triangle de Pascal. De même que le triangle de Pascal donne les coefficients binomiaux, la pyramide de Pascal donne les coefficients trinomiaux.

## Coefficients trinomiaux

### Présentation et utilité
Les coefficients trinomiaux constituent un cas particulier des coefficients multinomiaux ; ils s'écrivent sous la forme {\displaystyle {n \choose i,j,k}} où {\displaystyle i,j,k} sont trois entiers naturels (positifs ou nuls) et {\displaystyle n=i+j+k}. Ils sont définis par la formule {\displaystyle {n \choose i,j,k}={\frac {n!}{i!j!k!}}}. Comme tous les coefficients multinomiaux, leur intérêt est multiple ; on peut les retrouver dans les cas suivants :
- En algèbre avec le développement du trinôme de Newton.
- En dénombrement, {\displaystyle {n \choose i,j,k}} est le nombre d'arrangements possibles d'une population de n objets composée de i objets d'une espèce A, j objets d'une espèce B et k objets d'une espèce C, les objets d'une même espèce étant indiscernables et leurs positions relatives n'important donc pas.
- En statistique, du fait de la propriété précédente.

### Lien entre les coefficients trinomiaux et la pyramide de Pascal
La pyramide de Pascal se construit grâce à la loi de récurrence (de type relation de Pascal) concernant les coefficients trinomiaux suivante : {\displaystyle {n \choose i,j,k}={n-1 \choose i-1,j,k}+{n-1 \choose i,j-1,k}+{n-1 \choose i,j,k-1}}, vraie pour tous les triplets {\displaystyle (i,j,k)} d'entiers naturel avec {\displaystyle n=i+j+k}.
Cette règle reste vraie dans les cas où  i, j ou k sont égaux à 0, à condition de prendre la convention suivante: {\displaystyle {n' \choose i',j',k'}=0} si {\displaystyle i'\leqslant -1{\text{ ou }}j'\leqslant -1{\text{ ou }}k'\leqslant -1{\text{ et }}n'=i'+j'+k'\geqslant 0}.

#### Démonstration
La démonstration consiste à rechercher une factorisation de l'expression
{\displaystyle {n-1 \choose i-1,j,k}+{n-1 \choose i,j-1,k}+{n-1 \choose i,j,k-1}={\frac {(n-1)!}{(i-1)!j!k!}}+{\frac {(n-1)!}{i!(j-1)!k!}}+{\frac {(n-1)!}{i!j!(k-1)!}}}
On peut pour cela commencer par mettre le terme (n - 1)! en facteur, puis en cherchant à réduire les trois termes au même dénominateur on va remarquer que {\displaystyle {\frac {1}{(i-1)!}}={\frac {i}{i!}}} , un dénominateur commun est donc {\displaystyle i!j!k!} .
On va donc avoir : {\displaystyle {n-1 \choose i-1,j,k}+{n-1 \choose i,j-1,k}+{n-1 \choose i,j,k-1}={\frac {(n-1)!}{i!j!k!}}\left(i+j+k\right)}
Or {\displaystyle n=i+j+k} et {\displaystyle (n-1)!n=n!} donc:
{\displaystyle {n-1 \choose i-1,j,k}+{n-1 \choose i,j-1,k}+{n-1 \choose i,j,k-1}={\frac {n!}{i!j!k!}}={n \choose i,j,k}}

## Lecture de la pyramide de Pascal
La pyramide est construite étage par étage en commençant par le sommet (n = 0) et en descendant (incrémentation de n). Les premiers étages du haut sont ainsi constitués :
```
1      1         1              1                   1
     1   1     2   2          3   3               4   4
             1   2   1      3   6   3           6  12   6
                          1   3   3   1       4  12   12  4
                                            1   4   6   4   1
```

Du fait qu'à l'étage n, les entiers naturel {\displaystyle (i,j,k)} doivent respecter la relation {\displaystyle n=i+j+k}, on repère la position du coefficient trinomial {\displaystyle {n \choose i,j,k}} sur l'étage n à l'aide de conventions telles que celles-ci (appliquée dans ce cas à n = 3):
```
         k=0 
           \
       k=1  1 - j=3 
         \ / \       
     k=2  3 - 3 - j=2 
       \ / \ / \
   k=3  3 - 6 - 3 - j=1
     \ / \ / \ / \ 
      1 - 3 - 3 - 1 - j=0 
     /   /   /   /
   i=0 i=1 i=2 i=3
```

Ainsi, avec les conventions adoptées, on peut repérer que {\displaystyle {3 \choose 1,1,1}} est le deuxième coefficient (i = 1) présent sur la deuxième rangée (j = 1) en partant du bas et est donc égal à 6. De même {\displaystyle {3 \choose 1,2,0}} est le deuxième (i = 1) élément de la troisième (j = 2) rangée en partant du bas, il est donc égal à 3, on remarquera que l'élément en question se trouve sur la rangée d'indice k = 0.
Le lien avec la relation de Pascal se retrouve du fait que la valeur d'un élément est la somme des trois (deux si on se trouve sur une face, 1 sur une arête) éléments se trouvant directement au-dessus de celui-ci dans l'étage précédent. Par exemple, pour l'étage n = 3, le 6 central se trouve être la somme des trois 2 se trouvant juste au-dessus dans l'étage n = 2.

## Propriétés
Chaque face de la pyramide de Pascal est identifiable à un triangle de Pascal. Cela peut être expliqué soit par récurrence, mais il est plus simple de constater qu'une face de la pyramide correspond à un plan vérifiant i = 0, j = 0 ou k = 0, et puisque {\displaystyle 0!=1}, on a {\displaystyle {n \choose 0,j,k}={\frac {n!}{j!k!}}={n \choose j,k}} que l'on peut aussi noter {\displaystyle {n \choose k}} ou {\displaystyle {n \choose j}}.
La pyramide de Pascal peut être utilisée dans le développement du trinôme du newton du fait de la formule :
{\displaystyle (x+y+z)^{n}=\sum _{i,j,k\geqslant 0,i+j+k=n}{{n \choose i,j,k}x^{i}y^{j}z^{k}}}
On peut déduire de cette formule ou par récurrence que la somme des éléments de l'étage n est égale à {\displaystyle 3^{n}}.
Une pyramide de Pascal allant de l'étage 0 à l'étage n inclus est constituée de {\displaystyle {\binom {n+3}{3}}} nombres, et la somme de ces nombres est égale à {\displaystyle {\frac {3^{n+1}-1}{2}}}.
Plus généralement, un simplexe de Pascal de dimension d (formé des coefficients d-nomiaux) allant de l'étage 0 à l'étage n inclus est constitué de {\displaystyle {\binom {n+d}{d}}} nombres, et la somme de ces nombres est égale à {\displaystyle {\frac {d^{n+1}-1}{d-1}}}.